# Geometría diferencial

Un triángulo inmerso en un plano en forma de silla de montar (un paraboloide hiperbólico), así como dos líneas ultraparalelas divergentes.

En matemáticas, la geometría diferencial es el estudio de la geometría usando las herramientas del análisis matemático y del álgebra multilineal. Los objetos de estudio de este campo son las variedades diferenciables, que generalizan la noción de superficie en el espacio euclídeo, así como las aplicaciones diferenciables entre ellas. Las variedades no tienen por qué tener una interpretación geométrica natural, ni tampoco tienen por qué estar inmersas en un espacio circundante: por ejemplo, el grupo lineal general {\displaystyle GL(n,\mathbb {R} )} tiene estructura de variedad diferenciable, pero no una interpretación geométrica intuitiva.
Mientras que la topología diferencial se centra únicamente en las propiedades topológicas de las variedades, la geometría diferencial permite aplicar resultados conocidos del cálculo multivariable a las aplicaciones entre variedades. Además, es posible adscribir a cualquier variedad propiedades geométricas tales como distancias y ángulos si se le dota de una métrica de Riemann; y características como geodésicas y curvatura si se añade una conexión.
La geometría diferencial tiene importantes aplicaciones en física, especialmente en el estudio de la teoría de la relatividad general, donde el espacio-tiempo se describe como una variedad diferenciable.
Desde finales del siglo XIX, la geometría diferencial se ha convertido en un campo que se ocupa, de forma más general, de las estructuras geométricas en variedades diferenciables. Una estructura geométrica es aquella que define alguna noción de tamaño, distancia, forma, volumen u otra estructura rigidizante. Por ejemplo, en geometría riemanniana se especifican distancias y ángulos, en geometría simpléctica se pueden calcular volúmenes, en geometría conforme sólo se especifican ángulos, y en teoría gauge se dan ciertos campos sobre el espacio. La geometría diferencial está estrechamente relacionada con la topología diferencial, que se ocupa de las propiedades de las variedades diferenciables que no dependen de ninguna estructura geométrica adicional (véase ese artículo para más información sobre la distinción entre los dos temas). La geometría diferencial también está relacionada con los aspectos geométricos de la teoría de ecuaciones diferenciales, también conocida como análisis geométrico.
La geometría diferencial encuentra aplicaciones en las matemáticas y en las ciencias naturales. El lenguaje de la geometría diferencial fue utilizado principalmente por Albert Einstein en su teoría de la relatividad general, y posteriormente por físicos en el desarrollo de la teoría cuántica de campos y el modelo estándar de la física de partículas. Fuera de la física, la geometría diferencial encuentra aplicaciones en química, economía, ingeniería, teoría de control, gráficos por ordenador y visión por ordenador, y recientemente en aprendizaje automático.

## Historia y desarrollo
La historia y el desarrollo de la geometría diferencial como materia comienzan al menos en la antigüedad clásica. Está íntimamente ligada al desarrollo de la geometría en general, de la noción de espacio y forma, y de la topología, especialmente el estudio de las  variedades. En esta sección nos centramos principalmente en la historia de la aplicación de los métodos infinitesimales a la geometría, y más tarde a las ideas de espacio tangente, y finalmente al desarrollo del formalismo moderno del tema en términos de tensor y campo tensorial.

### Antigüedad clásica hasta el Renacimiento (300 a.C.)
El estudio de la geometría diferencial, o al menos el estudio de la geometría de las formas lisas, se remonta al menos a la antigüedad clásica. En particular, se sabía mucho sobre la geometría de la Tierra, una geometría esférica, en la época de los matemáticos griegos antiguos. Famosamente, Eratóstenes calculó la circunferencia de la Tierra alrededor del año 200 a. C., y alrededor del año 150 d. C.  Ptolomeo en su Geografía introdujo la proyección estereográfica con el propósito de trazar la forma de la Tierra. Implícitamente a lo largo de este tiempo se utilizaron en geodesia principios que constituyen la base de la geometría diferencial y el cálculo, aunque de forma mucho más simplificada. A saber, ya en la obra de Euclides Elementos se entendía que una línea recta podía definirse por su propiedad de proporcionar la distancia más corta entre dos puntos, y aplicando este mismo principio a la superficie de la Tierra se llega a la conclusión de que los  grandes círculos, que sólo son localmente similares a las líneas rectas en un plano llano, proporcionan el camino más corto entre dos puntos de la superficie terrestre. De hecho, las mediciones de la distancia a lo largo de tales trayectorias  geodésicas realizadas por Eratóstenes y otros pueden considerarse una medida rudimentaria de la arclongitud de las curvas, concepto que no vio una definición rigurosa en términos de cálculo hasta el siglo XVII.
Alrededor de esta época sólo hubo aplicaciones manifiestas mínimas de la teoría de los infinitesimales al estudio de la geometría, un precursor del estudio moderno de la materia basado en el cálculo. En Elementos de Euclides de Euclides se discute la noción de tangencia de una recta a un círculo, y Arquímedes aplicó el método de agotamiento para calcular las áreas de formas suaves como el círculo, y los volúmenes de sólidos tridimensionales suaves como la esfera, los conos y los cilindros.
Hubo poco desarrollo en la teoría de la geometría diferencial entre la antigüedad y el comienzo del Renacimiento. Antes del desarrollo del cálculo por Newton y Leibniz, el desarrollo más significativo en la comprensión de la geometría diferencial vino del desarrollo de Gerardus Mercator de la proyección de Mercator como forma de cartografiar la Tierra. Mercator conocía las ventajas y los inconvenientes de su diseño cartográfico y, en particular, era consciente de la naturaleza conformal de su proyección, así como de la diferencia entre la praga, las líneas de menor distancia sobre la Tierra, y la directio, las trayectorias rectilíneas de su mapa. Mercator observó que las praga eran curvatur oblicuas en esta proyección. Este hecho refleja la falta de un mapa de preservación métrica de la superficie terrestre sobre un plano, consecuencia del posterior Theorema egregium de Gauss.

### Después del cálculo (1600–1800)

Círculo osculante de curva plana

El primer tratamiento sistemático o riguroso de la geometría utilizando la teoría de los infinitesimales y nociones del cálculo comenzó alrededor del 1600, cuando el cálculo fue desarrollado por Gottfried Leibniz e Isaac Newton. En esta época, los recientes trabajos de René Descartes introduciendo la coordenadas analíticas en la geometría permitieron describir con rigor formas geométricas de complejidad creciente. En particular, alrededor de esta época Pierre de Fermat, Newton y Leibniz iniciaron el estudio de las curvas planas y la investigación de conceptos como los puntos de inflección y los círculos osculantes, que ayudan a medir la curvatura. De hecho ya en su Nova Methodus pro Maximis et Minimis, su primer trabajo sobre los fundamentos del cálculo, Leibniz señala que la condición infinitesimal {\displaystyle d^{2}y=0} indica la existencia de un punto de inflexión. Poco después de esta época, la hermanos Bernoulli, Jacob y Johann hicieron importantes contribuciones tempranas al uso de infinitesimales para estudiar geometría. 
En las conferencias de Johann Bernoulli de la época, recopiladas posteriormente por L'Hopital en Analyse des Infiniment Petits pour l'Intelligence des Lignes Courbes, el primer libro de texto sobre cálculo diferencial, se calculan las tangentes a curvas planas de varios tipos utilizando la condición {\displaystyle dy=0}, y de forma similar se calculan los puntos de inflexión. En esta misma época se realiza la  ortogonalidad entre los círculos osculantes de una curva plana y las direcciones tangentes, y se escribe la primera fórmula analítica para el radio de un círculo osculante, esencialmente la primera fórmula analítica para la noción de curvatura.  
El primer tratamiento sistemático o riguroso de la geometría utilizando la teoría de los infinitesimales y nociones del cálculo comenzó alrededor del 1600, cuando el cálculo fue desarrollado por Gottfried Leibniz e Isaac Newton. En esta época, los recientes trabajos de René Descartes introduciendo la coordenadas analíticas en la geometría permitieron describir con rigor formas geométricas de complejidad creciente. En particular, alrededor de esta época Pierre de Fermat, Newton y Leibniz iniciaron el estudio de las  curvas planas y la investigación de conceptos como los puntos de inflexión y los círculos de osculación, que ayudan a medir la curvatura. De hecho ya en su primer trabajo sobre los fundamentos del cálculo, Leibniz señala que la condición infinitesimal {\displaystyle d^{2}y=0} indica la existencia de un punto de inflexión. Poco después de esta época, la hermanos Bernoulli, Jacob y Johann hicieron importantes contribuciones tempranas al uso de infinitesimales para estudiar geometría. En las conferencias de Johann Bernoulli de la época, recopiladas posteriormente por L'Hopital en el primer libro de texto sobre cálculo diferencial, se calculan las tangentes a curvas planas de varios tipos utilizando la condición {\displaystyle dy=0}, y de forma similar se calculan los puntos de inflexión. En esta misma época se realiza la  ortogonalidad entre los círculos osculantes de una curva plana y las direcciones tangentes, y se escribe la primera fórmula analítica para el radio de un círculo osculante, esencialmente la primera fórmula analítica para la noción de curvatura.  
Siguiendo la estela del desarrollo de la geometría analítica y de las curvas planas, Alexis Clairaut inició el estudio de las curvas espaciales con sólo 16 años. En su libro Clairaut introdujo la noción de direcciones tangentes y subtangentes a las curvas espaciales en relación con las direcciones que se encuentran a lo largo de una superficie sobre la que se encuentra la curva espacial. Así, Clairaut demostró una comprensión implícita del espacio tangente de una superficie y estudió esta idea utilizando el cálculo por primera vez. Clairaut introdujo la terminología de curvatura y doble curvatura, esencialmente la noción de curvatura principal estudiada más tarde por Gauss y otros.
Por esta misma época, Leonhard Euler, originalmente alumno de Johann Bernoulli, hizo muchas contribuciones significativas no sólo al desarrollo de la geometría, sino a las matemáticas en general. En lo que respecta a la geometría diferencial, Euler estudió la noción de geodesia en una superficie derivando la primera ecuación geodésica analítica, y más tarde introdujo el primer conjunto de sistemas de coordenadas intrínsecas en una superficie, comenzando la teoría de la geometría intrínseca en la que se basan las ideas geométricas modernas. Por esta época, el estudio de Euler de la mecánica en la Mechanica condujo a la comprensión de que una masa que viajase a lo largo de una superficie no sometida al efecto de ninguna fuerza atravesaría una trayectoria geodésica, un precursor temprano de las importantes ideas fundacionales de la relatividad general de Einstein, y también de las ecuaciones de Euler-Lagrange y de la primera teoría del cálculo de variaciones, que sustenta en la geometría diferencial moderna muchas técnicas de geometría simpléctica y análisis geométrico. Esta teoría fue utilizada por  Lagrange, co-desarrollador del cálculo de variaciones, para derivar la primera ecuación diferencial que describe una superficie mínima en términos de la ecuación de Euler-Lagrange. En 1760 Euler demostró un teorema que expresaba la curvatura de una curva espacial sobre una superficie en términos de las curvaturas principales, conocido como teorema de Euler.
Más tarde, en la década de 1700, la nueva escuela francesa liderada por Gaspard Monge comenzó a hacer contribuciones a la geometría diferencial. Monge hizo importantes contribuciones a la teoría de curvas planas, superficies, y estudió  superficies de revolución y envolventes de curvas planas y curvas espaciales. Varios alumnos de Monge hicieron contribuciones a esta misma teoría, y por ejemplo Charles Dupin proporcionó una nueva interpretación del teorema de Euler en términos de las curvaturas principales, que es la forma moderna de la ecuación.

### Geometría intrínseca y geometría no euclidiana (1800-1900)
El campo de la geometría diferencial se convirtió en un área de estudio considerada por derecho propio, distinta de la idea más amplia de geometría analítica, en la década de 1800, principalmente a través de los trabajos fundacionales de Carl Friedrich Gauss y Bernhard Riemann, y también en las importantes contribuciones de Nikolái Lobachevski sobre geometría hiperbólica y geometría no euclidiana y a lo largo del mismo período el desarrollo de la geometría proyectiva. 
Considerada la obra más importante de la historia de la geometría diferencial, En 1827 Gauss produjo las Disquisitiones generales circa superficies curvas detallando la teoría general de las superficies curvas. En esta obra y en sus posteriores trabajos y notas inéditas sobre la teoría de superficies, Gauss ha sido apodado el inventor de la geometría no euclidiana y el inventor de la geometría diferencial intrínseca. En su artículo fundamental, Gauss introdujo el mapa de Gauss, la curvatura de Gauss, la primera y la segunda forma fundamental, demostró el Theorema egregium mostrando la naturaleza intrínseca de la curvatura de Gauss, y estudió las geodésicas, calculando el área de un triángulo geodésico en varias geometrías no euclidianas sobre superficies. 
En esta época, Gauss ya era de la opinión de que el paradigma estándar de la geometría euclidiana debía ser descartado, y estaba en posesión de manuscritos privados sobre geometría no euclidiana que informaron su estudio de los triángulos geodésicos. Por esta misma época János Bolyai y Lobachevski descubrieron independientemente la geometría hiperbólica y demostraron así la existencia de geometrías consistentes fuera del paradigma de Euclides. Modelos concretos de geometría hiperbólica fueron producidos por Eugenio Beltrami más tarde en la década de 1860, y Felix Klein acuñó el término geometría no euclidiana en 1871, y a través del programa de Erlangen puso en pie de igualdad las geometrías euclidiana y no euclidiana. Implícitamente, la geometría esférica de la Tierra que se había estudiado desde la antigüedad era una geometría no euclidiana, una geometría elíptica.
El desarrollo de la geometría diferencial intrínseca en el lenguaje de Gauss fue impulsado por su alumno, Bernhard Riemann en su Habilitación, Sobre las hipótesis que fundamentan la geometría. En esta obra Riemann introdujo por primera vez la noción de métrica de Riemann y el  tensor de curvatura de Riemann, e inició el estudio sistemático de la geometría diferencial en dimensiones superiores. Este punto de vista intrínseco en términos de la métrica riemanniana, denotada por {\displaystyle ds^{2}} por Riemann, fue el desarrollo de una idea de Gauss sobre el elemento lineal {\displaystyle ds} de una superficie. En esta época Riemann empezó a introducir el uso sistemático del álgebra lineal y del álgebra multilineal en el tema, haciendo un gran uso de la teoría de las formas cuadráticas en su investigación de la métrica y la curvatura. En esta época Riemann aún no había desarrollado la noción moderna de colector, ya que ni siquiera se había encontrado la noción de espacio topológico, pero sí propuso que podría ser posible investigar o medir las propiedades de la métrica del espaciotiempo mediante el análisis de masas dentro del espaciotiempo, Enlazando con la observación anterior de Euler de que las masas bajo el efecto de ninguna fuerza viajarían a lo largo de geodésicas en superficies, y prediciendo la observación fundamental de Einstein del principio de equivalencia 60 años antes de que apareciera en la literatura científica.
A raíz de la nueva descripción de Riemann, el enfoque de las técnicas utilizadas para estudiar la geometría diferencial pasó de los métodos ad hoc y extrínsecos del estudio de curvas y superficies a un enfoque más sistemático en términos del cálculo tensorial y el programa de Erlangen de Klein, y el progreso aumentó en este campo. La noción de grupos de transformaciones fue desarrollada por Sophus Lie y Jean Gaston Darboux, conduciendo a importantes resultados en la teoría de grupos de Lie y geometría simpléctica. La noción de cálculo diferencial en espacios curvos fue estudiada por  Elwin Christoffel, que introdujo los símbolos de Christoffel que describen la derivada covariante en 1868, y por otros, entre ellos Eugenio Beltrami, que estudió muchas cuestiones analíticas en variedades. En 1899 Luigi Bianchi produjo sus Conferencias sobre geometría diferencial que estudiaban la geometría diferencial desde la perspectiva de Riemann, y un año después Tullio Levi-Civita y Gregorio Ricci-Curbastro produjeron su libro de texto desarrollando sistemáticamente la teoría del cálculo diferencial absoluto y del cálculo tensorial. Fue en este lenguaje que la geometría diferencial fue utilizada por Einstein en el desarrollo de la relatividad general y la  geometría pseudo-Riemanniana.

## Variedades diferenciables
Una variedad es un objeto matemático que generaliza las nociones de curvas y superficies a objetos de más de dos dimensiones, no necesariamente embebidos en el espacio euclídeo. De forma intuituva, una variedad {\displaystyle M} es un conjunto que localmente es similar al espacio euclideo {\displaystyle \mathbb {R} ^{n}}  de dimensión {\displaystyle n}, para cierto entero positivo {\displaystyle n} que se denomina dimensión de la variedad. 
El modo de describir esta relación entre ambos conjuntos es por medio de colecciones de funciones, llamadas cartas. A la colección de estas cartas se le denomina atlas. Un atlas {\displaystyle {\mathcal {A}}} para una variedad {\displaystyle M} es una colección de pares {\displaystyle {\mathcal {A}}=\{(U_{\alpha },\varphi _{\alpha }):\alpha \in I\}}, donde
- cada conjunto {\displaystyle U_{\alpha }\subset M} es un entorno abierto de la variedad.
- la unión de todos los abiertos {\displaystyle U_{\alpha }} recubre {\displaystyle M}: {\displaystyle \bigcup _{\alpha \in I}U_{\alpha }=M}.
- cada función {\displaystyle \varphi _{\alpha }:U_{\alpha }\to V_{\alpha }\subset \mathbb {R} ^{n}} es biyectiva.

A las funciones {\displaystyle \varphi _{\alpha }} se les denomina funciones de coordenadas. Para cada par de índices {\displaystyle \alpha ,\beta \in I}, la función 
{\displaystyle \tau _{\alpha ,\beta }=\varphi _{\beta }\circ \varphi _{\alpha }^{-1}:(V_{\alpha }\cap V_{\beta })\to (V_{\alpha }\cap V_{\beta })}
está bien definida cuando las imágenes de ambas cartas tienen intersección no vacía. Estas funciones se denominan funciones de transición, y son funciones reales de varias variables, cuyas propiedades son bien conocidas. Dependiendo de qué propiedades tengan estas funciones, hablaremos de un tipo de variedad o de otra.
Sobre la base de una variedad {\displaystyle M} se pueden definir niveles sucesivos de estructura que añaden propiedades adicionales. En general, estas dependen de las propiedades que son conservadas por las funciones de transición; en otros casos es necesario especificar la estructura adicional de forma explícita:
- Estructura de variedad topológica, si se define una topología en {\displaystyle M} que sea compatible con las cartas (es decir, que las funciones de coordenadas sean homeomorfismos). Se suele requerir también que {\displaystyle M} sea un espacio de Hausdorff y que satisfaga el segundo axioma de numerabilidad.[14]
- Estructura de variedad diferenciable, si el atlas es diferenciable, es decir, las funciones de transición son diferenciables. En tal caso se dice que las funciones de transición son compatibles; la compatibilidad de cartas es una relación de equivalencia.[15] Análogamente se pueden definir variedades analíticas y variedades dianalíticas (sobre {\displaystyle \mathbb {C} } y {\displaystyle \mathbb {C} ^{+}}).
- una métrica Riemanniana, que es un producto interno definido para cada espacio tangente, y que varía suavemente de un punto a otro. Esta estructura permite definir las nociones de distancia y de ángulo en la variedad.
- una conexión especifica la manera de conectar el entorno de un punto con el entorno de otro. Permite definir un tipo de derivación de interés en geometría diferencial: la derivada covariante.

## Aplicaciones diferenciables entre variedades
Cuando dos variedades tienen estructura de variedad diferenciable, entonces podemos definir la noción de aplicación diferenciable entre ellas. Sean dos variedades {\displaystyle M} y {\displaystyle N}, de dimensiones {\displaystyle m} y  {\displaystyle n}, con estructura diferenciable respecto de los atlas {\displaystyle \{(U_{\alpha },\varphi _{\alpha }):\alpha \in I\}} y {\displaystyle \{(W_{\beta },\psi _{\beta }):\beta \in J\}}.
Se dice que una aplicación {\displaystyle f:M\to N} es diferenciable en un punto p si para todo par de cartas {\displaystyle (U_{\alpha },\varphi _{\alpha })}  y {\displaystyle (W_{\beta },\psi _{\alpha })}, centradas en p y en f(p) respectivamente, la composición
{\displaystyle F=\psi _{\beta }\circ f\circ \varphi _{\alpha }^{-1}:V_{\alpha }\to W_{\beta }}
es diferenciable como función multivariable {\displaystyle F:V_{\alpha }\subset \mathbb {R} ^{m}\to W_{\beta }\subset \mathbb {R} ^{n}}. Se dice que la aplicación es diferenciable' si es diferenciable en todo punto de {\displaystyle M}. El que las funciones de transición sean diferenciables garantiza que la definición no dependa de las cartas elegidas.
Se tienen las siguientes propiedades:
- La composición de dos funciones diferenciables es diferenciable.
- Las funciones de coordenadas son diferenciables, y por tanto difeomorfismos.[17]